# Englisch-Spanischer Krieg (1655–1660)
Der Englisch–Spanische Krieg war ein militärischer Konflikt zwischen dem Commonwealth of England und dem Königreich Spanien in den Jahren 1655 bis 1660. Er wurde von englischer Seite aus wirtschaftlichen und religiösen Motiven eröffnet und endete im September 1660. England sicherte sich darin Jamaika, Dünkirchen und die Kaimaninseln.

## Vorgeschichte
Der Krieg gegen Spanien wurde von der englischen Regierung unter Lordprotektor Oliver Cromwell geplant. England hatte den Ersten Englisch-Niederländischen Seekrieg 1652–1654 erfolgreich abgeschlossen und suchte nun, von dem andauernden Konflikt seiner traditionellen Feinde Spanien und Frankreich zu profitieren, die seit 1635 im Krieg lagen (Französisch-Spanischer Krieg). Man entschied sich dabei, die während des Bürgerkriegs gebaute schlagkräftige Flotte zu nutzen, um das spanische Kolonialimperium in Amerika anzugreifen. Ziel der Engländer, die bisher hauptsächlich im Kaperkrieg aufgetreten waren, war vor allem die Gewinnung von Stützpunkten in der von Spanien kontrollierten Karibik.

## Kriegsverlauf

### Seekrieg im Westen

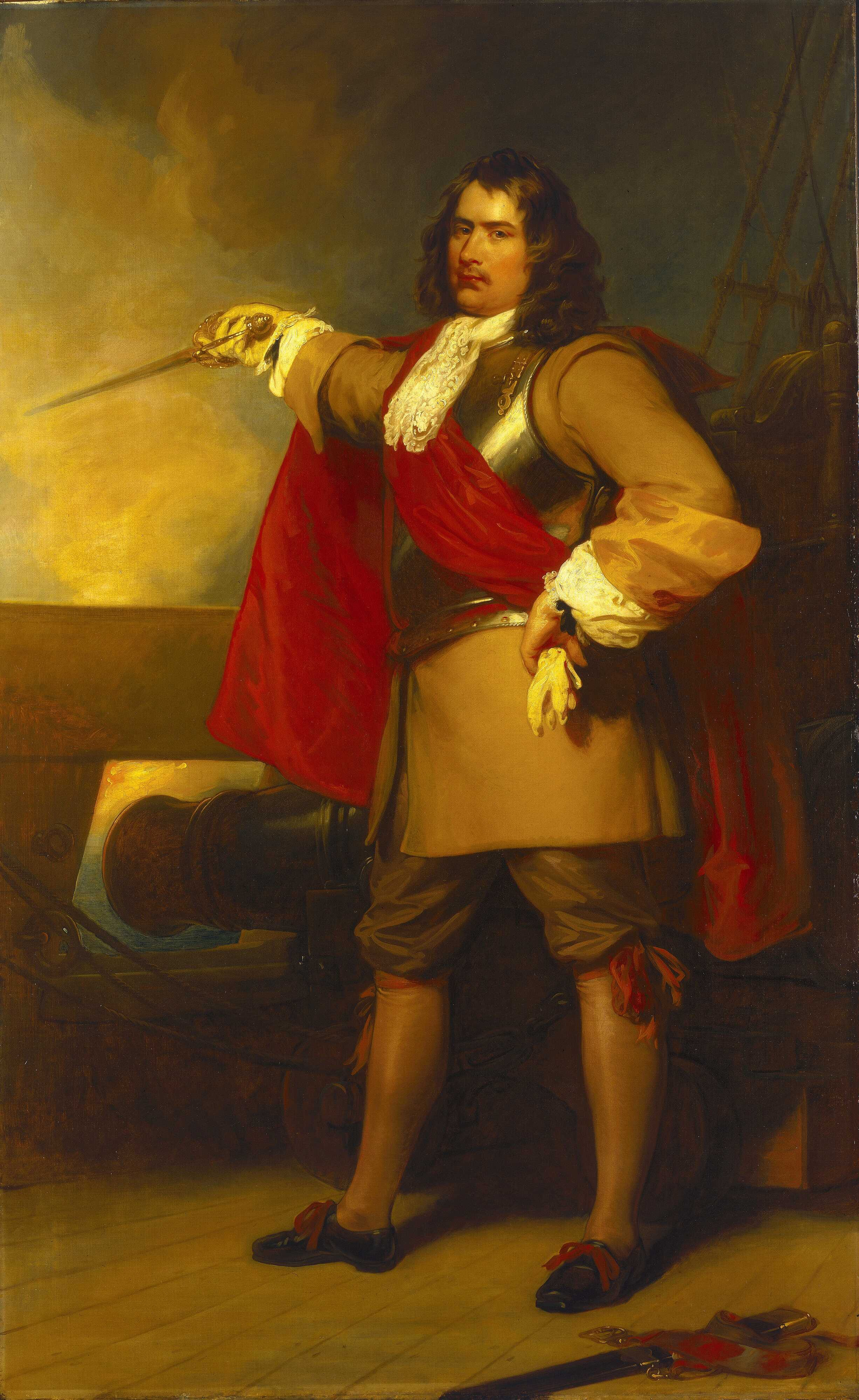
Robert Blake

Während des Krieges blockierte Admiral Robert Blake den Hafen von Cádiz und im Jahre 1656 zerstörte einer seiner Kapitäne, Richard Stayner, einen Teil der spanischen Silberflotte. Zwei vollbeladene Galeonen wurden gekapert. Der Kapergewinn für England belief sich schätzungsweise auf 3.000.000 Pfund Sterling.
Das Western Design war der Versuch Oliver Cromwells, im Frühjahr 1655 die spanischen Kolonien in der Karibik unter englische Herrschaft zu bekommen. Im Mai 1655 besetzte eine Invasionsflotte von Admiral Sir William Penn (dem Vater des Gründers von Pennsylvania) mit den Truppen des Generals Robert Venables die Insel Jamaika.
Im Jahre 1657 bot der Gouverneur von Jamaika den karibischen Piraten den Hafen Port Royal als Basis an, als Gegenleistung für die Unterstützung im Kampf gegen die Spanier. Am 20. April 1657 zerstörte Admiral Blake weiterhin eine spanische Kriegsflotte von sechzehn Schiffen in der Seeschlacht von Santa Cruz auf Teneriffa. Er verlor dabei selber nur ein Schiff, obwohl er unter starkem Beschuss der Küstenbatterien lag und die Gezeiten ungünstig für einen Kampf waren. Damit war die spanische Schatzflotte praktisch schutzlos den Blockadeschiffen der Engländer ausgeliefert.
In den Jahren 1657 und 1658 versuchten die Spanier von Kuba aus, Jamaika zurückzugewinnen, verloren aber die Schlachten von Ocho Rios und Rio Nuevo. Trotz der Einnahme Jamaikas wurde das Hauptziel, die Eroberung der Insel Hispaniola, von den Engländern nicht erreicht.

### Allianz mit Frankreich
Bereits während der ersten Jahre seines Protektorats verhandelte Cromwell mit dem Kardinal Mazarin über eine englisch-französische Allianz gegen Spanien. Er glaubte, dass eine Abtrennung der Spanischen Niederlande von Spanien, auch wenn dies zunächst Frankreich begünstigte, im Interesse Englands liege. In jedem Falle sei es besser, sich daran zu beteiligen, als es anderen zu überlassen. Frankreich zeigte sich erkenntlich, indem es sich verpflichtete, den Mitgliedern des Hauses Stuart kein Asyl zu gewähren.
In dem im März 1657 in Paris unterzeichneten Vertrag wurde besiegelt, dass die Engländer die Franzosen in ihrem Krieg gegen Spanien in Flandern unterstützen würden. Frankreich würde eine Armee von 20.000 Soldaten ausheben und England sollte 6000 Rotröcke der New Model Army beisteuern. Gleichzeitig sollte die englische Flotte einen Feldzug gegen die flämischen Küstenforts von Gravelines, Dünkirchen und Mardyck starten. Nach erfolgter Eroberung sollte das Fort in Gravelines an Frankreich übergeben werden. Dünkirchen und Mardyck sollten die Engländer bekommen.

### Landkrieg in Flandern

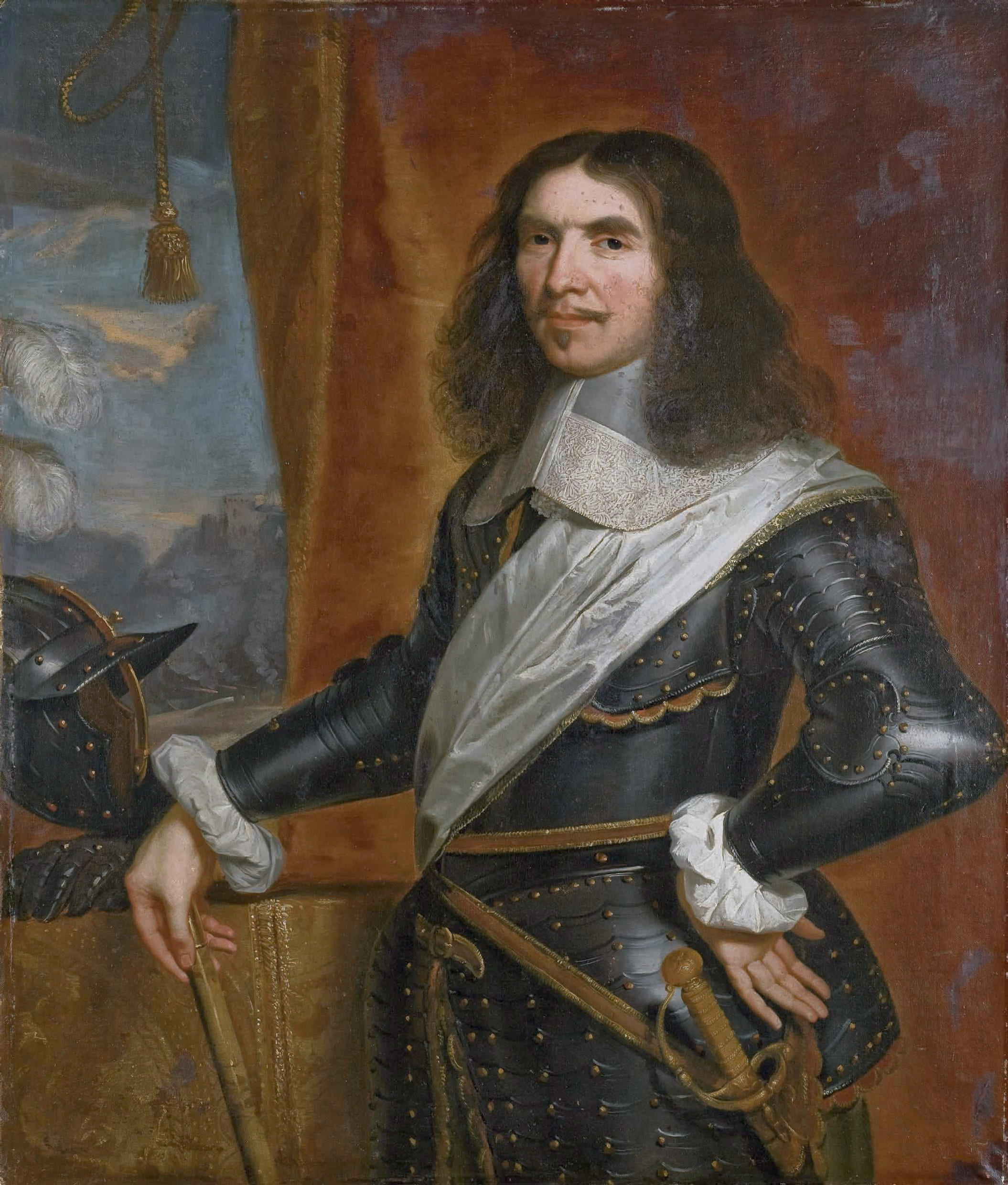
Herzog von Turenne

Die vereinigte französisch-englische Armee für die Invasion Flanderns wurde kommandiert vom französischen Marschall Turenne. Die spanische Armee wurde geführt von Don Juan José de Austria, einem unehelichen Sohn des spanischen Königs Philipp IV. Die spanische Armee von 15.000 Mann wurde unterstützt von 3000 königstreuen Engländern, die den Grundstock einer noch zu bildenden Invasionsarmee darstellten, mit der Karl II. England angreifen wollte. Einer der Befehlshaber war James, Herzog von York, ein Bruder von Karl und der spätere König Jakob II. von England.
Die englische Flotte blockierte die flämischen Häfen, doch zu Cromwells Verärgerung verzögerte sich der Landfeldzug bis zum Jahresende und wurde ständig verschoben. Marschall Turénne verbrachte den Sommer des Jahres 1657 damit, gegen die Spanier in Luxemburg zu kämpfen und machte keine Anstalten Flandern vor September anzugreifen. Mardyck wurde am 9. September erobert und von englischen Truppen besetzt. Dünkirchen wurde im Mai 1658 belagert.
Ein spanisches Entsatzheer, das die Belagerung brechen sollte, wurde am 14. Juni in der Schlacht in den Dünen besiegt. Das englische Truppenkontingent in Turénnes Armee kämpfte aufopferungsvoll und beeindruckte Turénne mit einem Angriff auf einen stark befestigten 50 m hohen Sandhügel. Als Dünkirchen sich schließlich am 14. Juni ergab, hielt sich Kardinal Mazarin an die Abmachung und übergab die Stadt an die Engländer, obwohl der französische König Ludwig XIV. dagegen protestierte. England erfüllte im Gegenzug sein Versprechen, die Rechte der katholischen Bevölkerung von Mardyck und Dünkirchen zu wahren.
Ein Teil der englischen Truppen verblieb im Heer von Turénne und half dabei, Gravelines und zwei weitere flämische Städte zu erobern.

## Friedensschluss und Folgen
Der Krieg zwischen Frankreich und Spanien endete mit der Unterzeichnung des Pyrenäenfriedens am 28. Oktober 1659. Nachdem Cromwell verstorben und Karl II. in England als neuer König eingesetzt worden war, wurde auch der englisch-spanische Krieg offiziell im September 1660 beendet. Karl verkaufte im November 1662 Dünkirchen an Frankreich.
Jamaika und die Kaimaninseln blieben englische Kolonien. Im Jahre 1670 erkannten die Spanier mit dem Vertrag von Madrid den Besitz der Inseln durch England an.